# Hermonassa spilota
Hermonassa spilota là một loài bướm đêm trong họ Noctuidae.